# Вологі тропічні ліси Маркізьких островів
Вологі тропічні ліси Маркізьких островів (ідентифікатор WWF: OC0108) — океанійський екорегіон тропічних та субтропічних вологих широколистяних лісів, розташований у Французькій Полінезії.

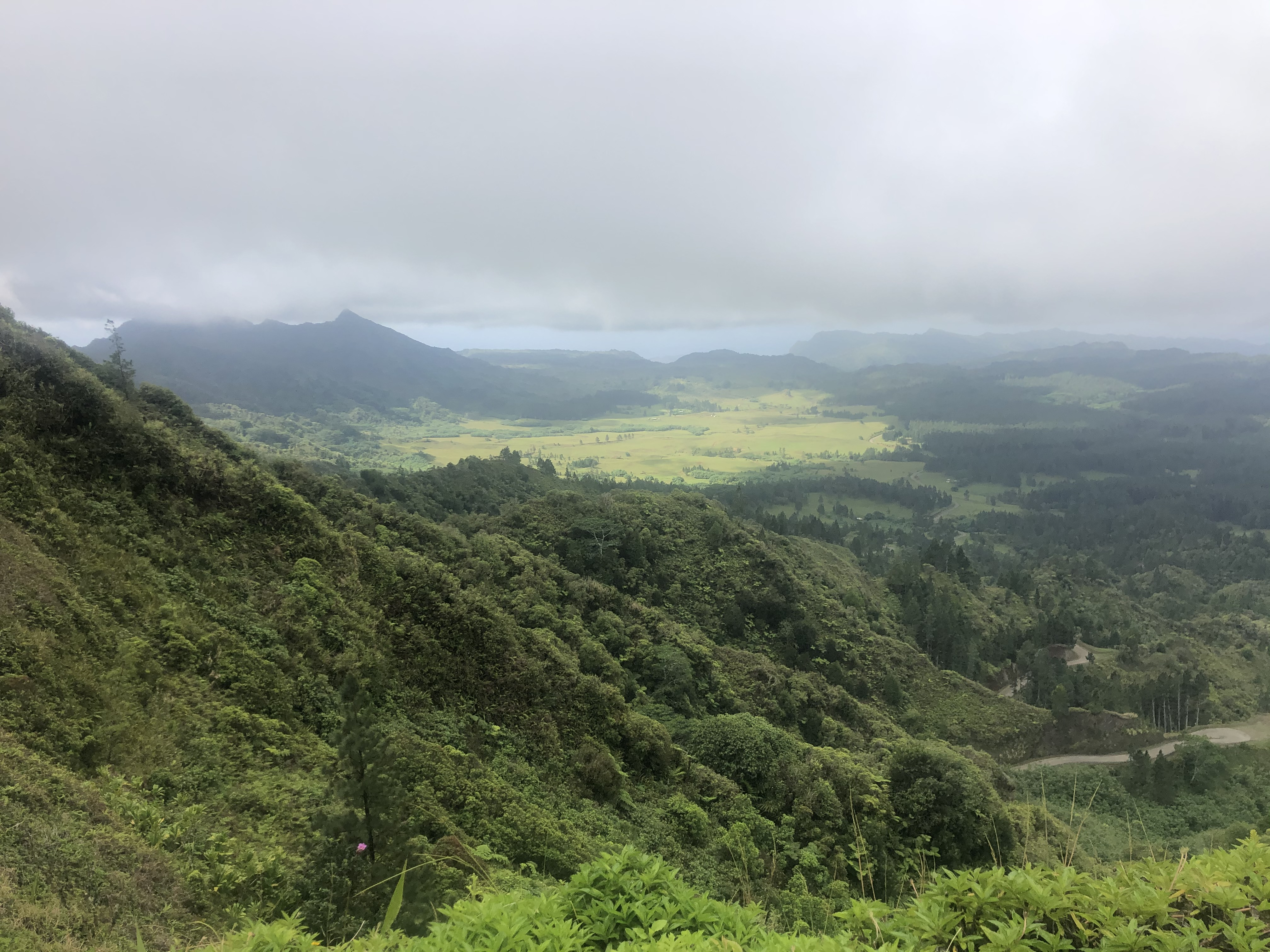
Ландшафт острова Нуку-Хіва

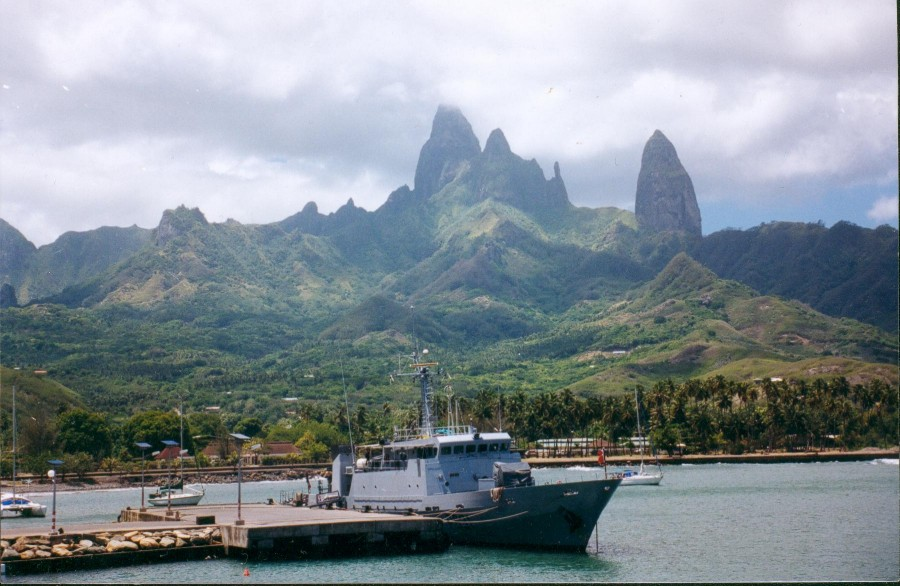
Узбережжя острова Уа-Поу

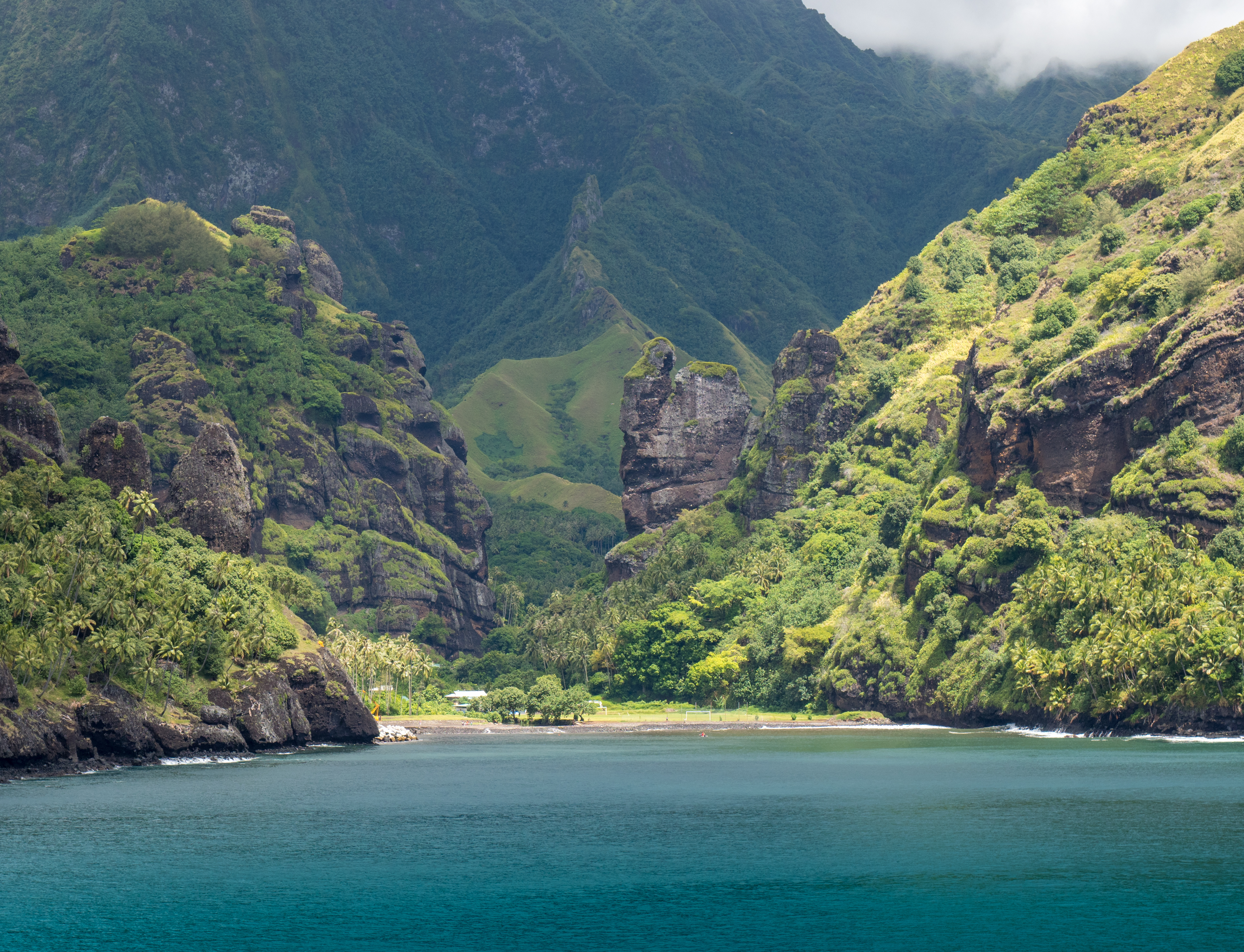
Узбережжя острова Фату-Хіва

## Географія
Екорегіон вологих тропічних лісів Маркізьких островів охоплює Маркізькі острови, розташовані на північному сході Французькій Полінезії, заморської країни Франції. Цей архіпелаг лежить в центральній частині Тихого океану, між 8° і 11° південної широти та між 139° і 141° західної довготи, і є найвіддаленішою групою островів у світі, розташованою за 1200 км на північний схід від Таїті, за 5500 км на південний захід від Мексики та за 6500 км на захід від Південної Америки. Він включає 12 високих вулканічних островів та кілька менших острівців, що діляться на дві групи — північно-західну та південно-східну.
До північно-західної групи належать острови Еіао, Хатуту, Моту-Оне, Нуку-Хіва, Моту-Іті, Уа-Поу, Моту-Оа та Уа-Хука, а до південно-східної групи — Фату-Хуку, Тахуата, Мохотані, Теріхі, Фату-Хіва, Моту-Нао та Хіва-Оа. Найбільшим островом архіпелагу є Нуку-Хіва площею 339 км², а найвищою вершиною регіону — гора Оаве заввишки 1230 м, розташована на острові Уа-Поу.
Маркізькі острови утворилися, коли Тихоокеанська плита повільно рухалася на північний захід над Маркізькою гарячою точкою. Північно-західні острови утворилися приблизно 6 мільйонів років тому, а південно-східні — 1,3 мільйони років тому. Рельєф вулканічних островів регіону дуже стрімкий і характеризується гострими гірськими хребтами, глибоко розчленованими ущелинами та базальтовими скелями.

## Клімат
На Маркізьких островах панує тропічний клімат. Протягом всього року в регіоні дмуть південно-східні пасати, які пом'якшують температуру та приносять опади, однак під час періодів Ель-Ніньйо на островах настає тривала посуха. Середньорічна кількість опадів на Маркізьких островах змінюється залежно від експозиції та висоти над рівнем моря: від 500 мм на підвітряних низовинах, що лежать у дощовій тіні, до понад 4000 мм на високогір'ях, розташованих на висоті понад 1000 м над рівнем моря. Східні схили гір, як правило, найвологіші та найпрохолодніші: середня температура тут становить від 15 °C до 18 °C, тоді як клімат західних низовин більш спекотний та сухий із середньою температурою від 25 °C до 29°C. 

## Флора
Основними рослинними угрупованнями екорегіону є вологі тропічні ліси, висота та видовий склад яких залежить від кількості опадів та висоти над рівнем моря.
Низинні дощові ліси поширені на висоті до 300 м над рівнем моря, в районах, де середньорічна кількість опадів не перевищує 2000 мм. У типових низинних лісах переважають великі пізонії (Pisonia grandis), які утворюють лісовий намет на висоті 15 м над землею, а також звичайні теспезії (Thespesia populnea), волокнистолисті калофіллуми (Calophyllum inophyllum) та східні тропічні мигдалі (Terminalia glabrata). На сухих підвітряних схилах деяких островів, таких як Еіао та Фату-Хуку, поширені сухі тропічні ліси, для яких характерні різні види гібісків (Hibiscus spp.), панданів (Pandanus spp.), теспезій (Thespesia spp.) та кордій (Cordia spp.). Наразі низинні ліси в регіоні переважно знищені та замінені на насадження інтродукованих дерев. Дослідження показали, що деякі види дерев, які колись росли у низинних лісах Нуку-Хіви, зокрема деякі види планшонелл (Planchonella spp.) і сідероксилонів (Sideroxylon spp.) з родини Сапотові (Sapotaceae) та дюнних порічків (Allophylus spp.) з родини Сапіндові (Sapindaceae), були повністю винищені на острові.
Середньогірські ліси поширені на висоті від 300 до 800 м над рівнем моря, де середньорічна кількість опадів становить 2000-3000 мм. Їх основу складають морські гібіски (Hibiscus tiliaceus), покрівельні пандани (Pandanus tectorius), маркізькі альфітонії (Alphitonia marquesensis) та маркізькі крилолисти (Pterophylla marquesana), крони яких розташовані на висоті 20 м над землею. В підліску середньогірських лісів поширені велетенські папороті (Angiopteris evecta) та бородаті циклофіллуми (Cyclophyllum barbatum).
На висоті від 800 до 1000 м над рівнем моря у вологих районах переважають нуку-хівські ернандії (Hernandia nukuhivensis) та деревоподібні папороті —  лускаті ціатеї (Cyathea affinis) і маркізькі сферптериси (Sphaeropteris feani), а на більш сухих схилах — гірські метросідероси (Metrosideros collina) та маркізькі крилолисти (Pterophylla marquesana). На висоті понад 1000 м над рівнем моря поширені низькорослі хмарні ліси, у яких переважають маркізькі духмяні дерева (Cheirodendron bastardianum), гавайські падуби (Ilex anomala) та гірські метросідероси (Metrosideros collina). Дерева в хмарних лісах оповиті ліанами ієіє (Freycinetia arborea) та вкриті епіфітами.
На сухих, вітряних вершинах гір, розташованих на висоті понад 1200 м над рівнем моря, поширені вересові пустища, на яких ростуть дерева та кущі заввишки до 1 м, зокрема гірські метросідероси (Metrosideros collina), східнополінезійські чорниці (Vaccinium cereum), пукіаве (Leptecophylla tameiameiae) та різні види череди (Bidens spp.), разом з травами та папоротями.
Завдяки значній ізоляції екорегіону, його флора вирізняється високим ендемізмом. Загалом на Маркізьких островах зустрічається 320 видів місцевих судинних рослин, з яких 42 % є ендемічними. Крім того, відомо про понад 200 видів чужорідних рослин, що ростуть на островах регіону. Особливо багатий екорегіон на папороті, однак 3 види місцевих папоротей вимерли, а 16 видів перебувають під загрозою зникнення. Серед інших ендеміків регіону слід відзначити рідкісну маркізьку пальму (Pelagodoxa henryana).

## Фауна
Орнітофауна екорегіону включає низку ендемічних видів. Ендемічні довгодзьобі пінони (Ducula galeata) мешкають на острові Нуку-Хіва, фатугінські пацифеї (Pomarea whitneyi) — на острові Фату-Хіва, уагуцькі пацифеї (Pomarea iphis) — на острові Уа-Хука, атолові пацифеї (Pomarea mira) — на острові Уа-Поу, а маркізькі голуби (Pampusana rubescens), білолобі тілопо (Ptilinopus dupetithouarsii), маркізькі салангани (Aerodramus ocistus), маркізькі альціони (Todiramphus godeffroyi), маркізькі пацифеї (Pomarea mendozae), маркізькі очеретянки (Acrocephalus mendanae) та комако (Acrocephalus percernis) — на багатьох островах архіпелагу. Бірюзові лорі-віні (Vini ultramarina) раніше також зустрічалися на багатьох Маркізьких островах, однак наразі їх невелика популяція, яка нараховує від 1000 до 2500 птахів, збереглася лише на Уа-Хуці. На решті островів цей вид вимер внаслідок хижацтва з боку інтродукованих пацюків. На жаль, поява на Маркізьких островах пацюків та котів призвела до повного вимирання деяких видів птахів, зокрема червоновусих тілопо (Ptilinopus mercierii), маркізьких султанок (Porphyrio paepae), еайоських пацифей (Pomarea fluxa) та полінезійських пацифей (Pomarea nukuhivae). 
Единим не ендемічним видом наземних птахів, поширеним на островах регіону, є новозеландський коель (Urodynamis taitensis), зозуля, що гніздиться у Новій Зеландії та зимує на островах Океанії. Також на Маркізьких островах зустрічається багато морських птахів, 19 видів яких гніздяться в регіоні. До цих видів належать майже ендемічні маркізькі крячки (Gygis microrhyncha), таїтійські тайфунники (Pseudobulweria rostrata) та макронезійські тайфунники (Pterodroma alba), а також тайфунники-провісники (Pterodroma heraldica), реюньйонські буревісники (Puffinus bailloni), тонкодзьобі бульверії (Bulweria bulwerii), білогорлі океанники (Nesofregetta fuliginosa) та строкаті крячки (Onychoprion fuscatus)
Місцеві наземні ссавці в екорегіоні відсутні. Герпетофауна екорегіону включає кілька поширених в Океанії видів сцинків та геконів, зокрема океанійських змієоких сцинків (Cryptoblepharus poecilopleurus) та тихоокеанських дтелл (Gehyra insulensis).
На Маркізьких островах зустрічається багато безхребетних, зокрема 78 видів наземних і прісноводних равликів та 1198 видів наземних членистоногих. Серед останніх 681 вид або 53 % є ендеміками екорегіону. Багато ендемічних безхребетних тварин обмежені лише одним островом або невеликою ізольованою місцевістю на ньому. Серед рідкісних ендеміків екорегіону слід відзначити метелика маркізьку носатку (Libythea collenettei)

## Збереження
Маркізькі острови були заселені полінезійцями у XI-XII століттях н.е. Люди привезли 33-37 видів чужорідних рослин, деякі з яких, зокрема кокосова пальма (Cocos nucifera), хлібне дерево (Artocarpus altilis), свічковий горіх (Aleurites moluccanus), полінезійський каштан (Inocarpus fagifer), малайське яблуко (Syzygium malaccense), паперова шовковиця (Broussonetia papyrifera) та полінезійський бамбук (Schizostachyum glaucifolium), натуралізувалися на островах, а також свиней та малих пацюків (Rattus exulans). Поява на островах пацюків призвела до вимирання низки видів птахів: палеонтологічні дослідження показали, що до появи в регіоні полінезійців на Маркізьких островах мешкали 7 видів морських та 13 видів наземних птахів, які наразі в регіоні вимерли. Серед цих видів слід відзначити маркізьку горлицю (Macropygia heana), маркізького лорі-віні (Vini sinotoi) та полінезійського лорі-віні (Vini vidivici). Значна частина низинних лісів екорегіону була замінена традиційними системами агролісівництва, зосередженими на вирощуванні хлібних дерев та кокосів. Ці ландшафти забезпечували населення їжею та будівельними матеріалами, водночас запобігали ерозії ґрунтів та їх виснаженню.
Європейці почали відвідувати Маркізькі острови у XVII столітті, а пізніше захопили їх та почали на них селитися. Вони привезли з собою ще більше екзотичних рослин і тварин, зокрема чорних пацюків (Rattus rattus) та свійських котів, які знищили багато популяцій птахів. Інтродуковані вівці та кози знищували місцеву рослинність, і у деяких випадках, особливо в посушливих районах, повністю оголили деякі ділянки островів, а індійські майни (Acridotheres tristis) та віргінські пугачі (Bubo virginianus) конкурували з місцевими птахами за місця проживання і ресурси. До кінця XIX століття комерційні кокосові плантації займали більшу частину низин регіону. Наразі відносно незаймані тропічні ліси займають близько 43 % території архіпелагу. Більшість низин використовується для ведення сільського господарства та як пасовища, а природних низинних лісів залишилося дуже мало.
Оцінка 2017 року показала, що 37 км², або 7 % екорегіону, є заповідними територіями. Природоохоронні території включають: Природний заповідник острова Еіао, Природний заповідник Хатуту, Природний заповідник Мотане-Оне та Природний заповідник Моту-Оне.